# Schwende-Rüte
Schwende-Rüte is een gemeente in het Zwitserse kanton Appenzell Innerrhoden.
De gemeente werd op 1 januari 2022 gevormd door de fusie van de gemeenten Rüte en Schwende
Appenzell · Gonten · Oberegg · Schlatt-Haslen · Schwende-Rüte